# Desastre de la mina Vaal Reefs
El desastre de la mina Vaal Reefs ocurrió el 10 de mayo de 1995 cuando una locomotora subterránea en la mina de oro Vaal Reefs en Sudáfrica cayó al pozo de la mina, golpeó un elevador que transportaba a los trabajadores de la mina y provocó que se hundiera hasta el fondo del pozo, matando a 104 mineros. Es considerado el peor accidente de ascensor de la historia.

## Desastre
El siniestro ocurrió a las 8:30 pm cuando una locomotora subterránea de 12 toneladas que operaba en el nivel 56 de la mina, 1676 metros (1800 yd) debajo de la superficie, ingresó al túnel equivocado y se salió de control. La locomotora y el vagón atravesaron una barrera de seguridad destinada a equipos mucho más pequeños y cayeron al pozo de la mina número 2. En ese momento, una cabina de ascensor de dos pisos ascendía por el hueco desde el nivel 62 1,859 m (6100 pies) debajo de la superficie, lleno a su máxima capacidad de más de 100 mineros que habían completado su turno. La locomotora cayó sobre el ascensor más abajo en el eje, lo que provocó que el ascensor se hundiera 460 m (1510 ft) hasta el fondo del eje, donde se aplastó aún más hasta un tercio de su tamaño original cuando la locomotora aterrizó sobre él. Todos los mineros a bordo del ascensor murieron. El conductor de la locomotora sobrevivió después de saltar por encima de la locomotora antes de que cayera.

## Respuesta
Los funcionarios se dieron cuenta inmediatamente después del accidente de que era muy poco probable que alguien en el ascensor pudiera haber sobrevivido. Aproximadamente otros 400 mineros que aún estaban bajo tierra fueron evacuados a través del pozo número 5. Los rescatistas descendieron por otro pozo y atravesaron kilómetros de túneles laterales, llegaron al elevador aplastado en la parte inferior del pozo número 2 y encontraron una escena devastadora de cuerpos aplastados y mutilados. Para la noche siguiente, solo se habían recuperado 6 cuerpos, principalmente aquellos que habían sido arrojados fuera del ascensor, mientras que los equipos de recuperación consideraban cómo acceder a los cuerpos abriéndose paso entre los restos con sopletes. Los cuerpos fueron recuperados, a menudo en partes, y llevados a la superficie en camillas envueltos en mantas.
El Ministro de Asuntos Minerales y Energéticos, Pik Botha, visitó el lugar y lo describió como «el espectáculo más espantoso que he visto en mi vida». James Motlatsi, el presidente del Sindicato Nacional de Trabajadores Mineros (NUM) dijo: «Se esparcieron pedazos de carne por todas partes... cuando un vagón minero (ascensor) de dos pisos fue aplastado en una caja de hojalata de un piso». Kgalema Motlanthe, secretario general del NUM y más tarde presidente de Sudáfrica, también visitó el lugar poco después del accidente. El calor extremo en las profundidades de la mina hizo que los cuerpos comenzaran a descomponerse en el transcurso de la recuperación, complicando aún más la recuperación y la difícil tarea de identificar los restos mutilados. Para el viernes, dos días después del accidente, se había despejado el piso superior del ascensor con 56 cuerpos recuperados y había comenzado la recuperación de los restos del piso inferior. Los rescatistas individuales pasaron hasta 61 horas bajo tierra recuperando cuerpos, recibiendo asesoramiento sobre traumas, así como pruebas de VIH y hepatitis B después.
El presidente Nelson Mandela declaró un día de luto nacional y 45 de las víctimas fueron enterradas en un funeral masivo un mes después.

## Investigación
La investigación del accidente fue una de las primeras desde las primeras elecciones democráticas de Sudáfrica en 1994 y, a diferencia de accidentes anteriores, los mineros estuvieron representados desde el principio a través del Sindicato Nacional de Mineros (NUM). La investigación estuvo a cargo de un juez y recibió numerosos testimonios.
La investigación atribuyó el accidente a varias fallas de los sistemas de seguridad que debieron evitar que la locomotora se descarrilara y cayera al pozo. Descubrió que la locomotora estaba estacionada en un área prohibida y que se había puenteado un circuito eléctrico, sin pasar por el mecanismo de seguridad. El informe encontró que la mina no había implementado las medidas de seguridad urgentes recomendadas después de un incidente similar pero no fatal tres años antes. También constató que el ascensor cayó al abrirse su gancho de desmontaje por el impacto de la locomotora. Si el gancho no se hubiera abierto, los cables hubieran tenido suficiente elasticidad para absorber el impacto de la locomotora sin romperse, y muchos de los que estaban en el ascensor podrían haber sobrevivido.
El informe recomendaba que Vaal Reefs Exploration and Mining Company (una subsidiaria de Anglo American) fuera procesada por homicidio culposo.

## Consecuencias
El desastre se produjo poco antes de la conclusión de la Comisión Leon, una importante investigación judicial sobre la salud y la seguridad en las minas de Sudáfrica. El desastre de Vaal Reefs y la publicación del informe de la Comisión Leon trajeron cambios importantes a la industria minera, incluida la implementación de una nueva Ley de Salud y Seguridad Minera. Además, los accionistas de la mina indemnizaron a los dependientes de los trabajadores fallecidos. En este caso, 431 dependientes se convirtieron en beneficiarios del Vaal Reefs Disaster Trust. Vivieron o viven en Sudáfrica (114), Lesotho (219), Mozambique (54), Botswana (31) y Eswatini (13).

## Incidentes relacionados
El pozo número 2 en Vaal Reefs había experimentado una caída del elevador que resultó en 31 muertes el 27 de marzo de 1980, cuando un elevador que descendía se atascó en el pozo. El cable del elevador continuó desenrrollandose a pesar del elevador atascado. Luego, el ascensor se desprendió abruptamente y cayó hasta el final del cable flojo, se arrancó del cable y continuó cayendo hasta el fondo del pozo.
Otra mina de oro sudafricana fue el escenario de un accidente de ascensor mortal anterior en 1987. Una explosión de gas metano en la mina de oro St. Helena en Welkom cortó el cable de un ascensor de dos pisos y provocó que cayera 1.4 kilómetros (0,9 mi) hasta el fondo del pozo de la mina, matando a las 52 personas a bordo. Otras 10 personas que no estaban en el ascensor murieron en la explosión. Los dos desastres de la mina Vaal Reefs y el desastre de la mina St. Helena siguen siendo los tres peores accidentes de ascensores de la historia.